# Teretrius marshalli
Teretrius marshalli är en skalbaggsart som beskrevs av Lewis 1902. Teretrius marshalli ingår i släktet Teretrius och familjen stumpbaggar. Inga underarter finns listade i Catalogue of Life.